# Saeima
Saeima er Letlands parlament med 100 medlemmer, som bliver direkte valgt for en periode på fire år.

## Saeimaens samlinger
Der er tradition for at Saeimaens samlinger nummereres.
- 1. Saeima (1922—1925)
- 2. Saeima (1925—1928)
- 3. Saeima (1928—1931)
- 4. Saeima (1931—1934)
- 5. Saeima(1993—1995)
- 6. Saeima (1995—1998)
- 7. Saeima(1998—2002)
- 8. Saeima (2002—2006)
- 9. Saeima (2006—2010)
- 10. Saeima (2010—2011)
- 11. Saeima (2011—2014)
- 12. Saeima (2014-2018)
- 13. Saeima (2018-2022)
- 14. Saeima (2022-nu)